# Hotel Esplendor Buenos Aires
El Esplendor Buenos Aires Hotel es uno de los hoteles más antiguos de Buenos Aires aún en pie, ocupando el viejo edificio del Hotel Phoenix inaugurado en 1889. Está ubicado en el centro de la ciudad, en el edificio de las Galerías Pacífico y frente a la sucursal abandonada de Harrods Buenos Aires.

## Historia
En el furor económico de 1886-1890, un grupo de inversores compró una manzana completa junto al Convento de las Catalinas, con el propósito de construir la sucursal porteña de las Tiendas Le Bon Marché de París. Era una ubicación privilegiada junto a la calle Florida, que en esa época era la elegida por la clase alta porteña para sus viviendas, y muy cerca de la plaza General San Martín, que empezaba a perfilarse como un lugar de grandes mansiones.
En 1888, los inversores encargaron a los arquitectos Emilio Agrelo (argentino) y Roland Le Vacher (parmesano) el diseño de las galerías Bon Marché Argentina, ocupando la manzana completa con cuatro bloques separados por dos calles interiores en cruz, siguiendo el modelo de la Galería Vittorio Emmanuele II de Milán, inaugurada en 1877. Al año siguiente, el proyecto original sufría una modificación, cuando se construía sobre una de las esquinas de la manzana el Hotel Phoenix, también diseñado por Agrelo y Le Vacher.
El hotel fue atendido a la manera británica, y su restaurante en planta baja se volvió un lugar de reunión de la comunidad inglesa en Buenos Aires. Pero con el paso de los años, la apertura de nuevos hoteles cada vez más modernos y el estancamiento del servicio, el Phoenix fue decayendo y bajando de categoría, adaptándose como hotel económico. Solo su restaurante, llamado “Alexandra” por la reina inglesa, siguió concurrido como lugar clásico de la ciudad.
A fines del siglo XX, el hotel cerró definitivamente, para ser comprado por la cadena Fën Hoteles que comenzaba el proyecto de Hoteles Esplendor. En 2005, el edificio fue remodelado y restaurado, para reabrir como Esplendor Buenos Aires. En 2011, por el deterioro repentino de la fachada, fue restaurado nuevamente.

## Arquitectura

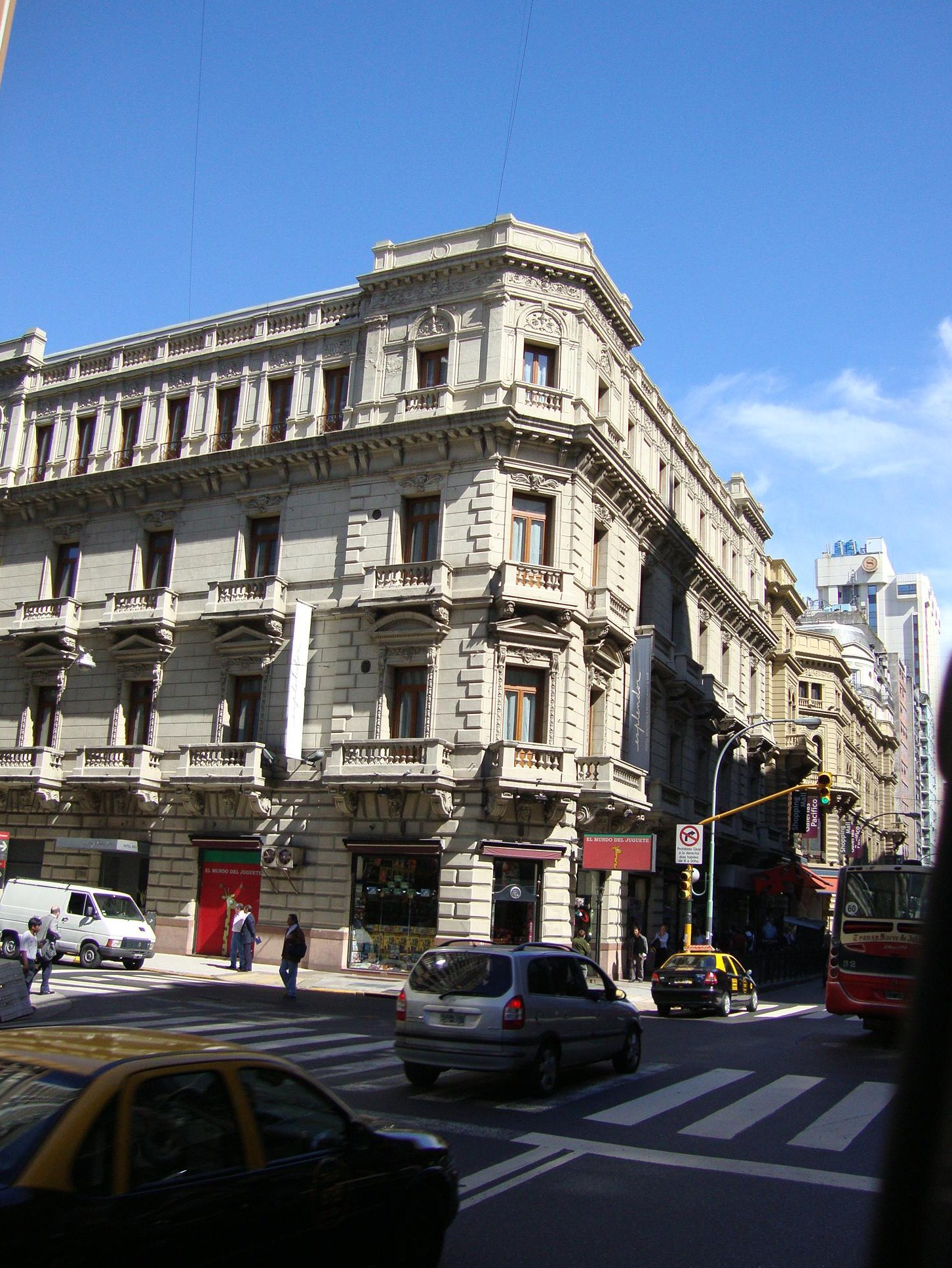
Fachada del hotel en 2010.

Le Vacher y Agrelo diseñaron el Hotel Phoenix con cuatro plantas y estilo italianizante, utilizando en la fachada una ornamentación recargada de influencia neorrenacentista, de la cual se destacan los rostros masculinos ubicados sobre las ventanas de la planta baja. Los techos del edificio son notablemente altos, según era la costumbre de la época, y las habitaciones originales fueron diseñadas según el uso de la época, incluyendo un baño particular y una sala de estar, pensadas para viajeros que llegaban en barco y se instalaban varios meses a vivir en el hotel.
En la planta baja, funcionaba el restaurante Alexandra, que luego se transformó en una sucursal de El Mundo del Juguete y ahora es un local de una marca de indumentaria. El diseño de los interiores del Esplendor Buenos Aires estuvo a cargo del estudio 8Q Arquitectos y el diseñador Martín Churba, mientras PLAN Arquitectos se dedicó al proyecto arquitectónico. Todo el hotel está decorado con cuadros pop art de personalidades argentinas, obra del Grupo Mondongo. 
El acceso al hotel es por la calle San Martín 780, y lleva al pequeño vestíbulo adornado por un retrato de Evita hecho en vitrofusión. Otras personalidades retratadas en los muros del hotel son la escritora María Elena Walsh, el Che Guevara, Jorge Luis Borges, Diego Maradona, el boxeador Carlos Monzón, el personaje tanguero Minguito Tinguitella, el pintor Antonio Berni y hasta Adrián Dárgelos, líder de la banda Babasónicos. El comedor funciona en la planta baja, conservando las columnas originales del viejo restaurante, aunque ocupando un espacio reducido, debido al alquiler de parte del local original sobre la Avenida Córdoba. 
Los arquitectos del estudio PLAN decidieron restaurar íntegramente la fachada histórica, agregar un piso más que no se ve desde la calle porque se encuentra retirado dejando una terraza, recuperar la carpintería de madera original en las ventanas, descubrir los mosaicos originales que adornaban los balcones y estaban cubiertos con cemento liso, y restaurar el patio interior, parte del vestíbulo y otros detalles decorativos. Luego, los interiores fueron rediseñados totalmente por 8Q Arquitectos y Martín Churba, incluyendo la colocación de cielorrasos para bajar la altura de cinco metros que tenían los techos y para ocultar las instalaciones de servicios.
El hotel cuenta con 29 habitaciones "concept" de 25 m², 20 suites de diseño de 40 m² y 3 habitaciones VIP de 60 m², además de un business center y una sala de juegos como parte del servicio.